# 罗庄区第一中学
罗庄区第一中学，位于临沂市，属山东省级规范化学校。已形成“一体两翼”、“一校三区”的办学格局：南北两个校区总占地面积360余亩，106个教学班，在校学生6000余人，教职工400余人。现在三个校区各自独立，老校区（又称南校区）被命名为临沂第十八中学，新校区（又称北校区）被命名为临沂第十九中学，初中部现为临沂第二十三中学。

## 历史
始建于1956年，时校名“临沂县第三中学”。1992年迁至现校址，1995年更名为“罗庄区第一中学”。